# Cicuta (planta)
Cicuta es un género de plantas de la familia Apiaceae que comprende cuatro especies de plantas muy venenosas, nativas del hemisferio norte. Comprende 60 especies descritas y de estas, solo 4 aceptadas.

## Descripción
Son plantas herbáceas perennes que crecen hasta 1-2 metros de altura.
Aunque algunas de las especies de este género guardan cierto parecido a la Conium maculatum (llamada cicuta), son especies distintas.

## Taxonomía
El género fue descrito por Carlos Linneo y publicado en Species Plantarum 1: 255–256. 1753. La especie tipo es: Cicuta virosa L.
Etimología
Cicuta: nombre clásico latino de la cicuta,

## Especies
A continuación se brinda un listado de las especies del género Cicuta (planta) aceptadas hasta septiembre de 2012, ordenadas alfabéticamente. Para cada una se indica el nombre binomial seguido del autor, abreviado según las convenciones y usos.
- Cicuta bulbifera L.
- Cicuta douglasii (DC.) J.M.Coult. & Rose
- Cicuta maculata L.
- Cicuta virosa L.